# Mazarredia planitarsus
Mazarredia planitarsus är en insektsart som beskrevs av Hancock, J.L. 1907. Mazarredia planitarsus ingår i släktet Mazarredia och familjen torngräshoppor. Inga underarter finns listade i Catalogue of Life.